# Guiraut Riquier

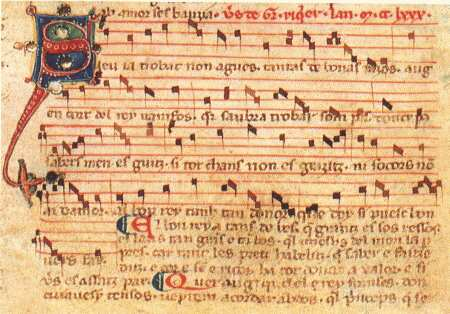
Una cançó de Guiraut Riquièr amb la notació musical conservada

Guiraut Riquier està entre els últims trobadors occitans. És famós per haver escrit amb molta cura els seus treballs i haver-los conservat junts. La "New Grove Encyclopedia" el considera un antologista del seu propi treball.
Se'n conserven més de cent composicions, entre les quals destaquen, a més de les moltes cançons, una sèrie de sis pastorel·les, gairebé una vintena de poesies pertanyents a gèneres de debat (tençons, partiments i tornejaments) i dues albes ben originals.
El cançoner R conserva 48 melodies de les seves poesies.
Serví Almaric el Savi, vescomte de Narbona, i Alfons X el Savi. Ell també creia que havia servit Enric II, comte de Rodés.